# Porfirie
Porfirie – grupa wrodzonych lub nabytych schorzeń wynikających z zaburzenia działania enzymów w szlaku syntezy hemu, zwanym również szlakiem porfiryn.
Klasyfikuje się je jako porfirie wątrobowe, porfirie erytropoetyczne lub porfirie skórne, w zależności od tego, gdzie występuje nadprodukcja i nadmierna akumulacja porfiryn (lub ich chemicznych prekursorów).

## Etiologia
Porfiria ma często podłoże genetyczne. Objawy porfirii mogą pojawiać się zaraz po urodzeniu, częściej jednak spotyka się je u dorastającej młodzieży. Objawy porfirii skórnej wywołuje najczęściej światło słoneczne (głównie UV), gromadzące energię w pierścieniu porfirynowym. Czynnikami wywołującymi atak w porfirii wątrobowej są: alkohol, niektóre leki, stres, a także hormony płciowe, niedobory kaloryczne, niedobory minerałów, anemia, choroby i infekcje, ostre zapachy chemiczne, farb, lakierów. Kilka czynników indukujących w połączeniu może spowodować atak.
Podział:
- porfirie erytropoetyczne:
  - wrodzona porfiria erytropoetyczna
  - protoporfiria erytropoetyczna
- porfirie wątrobowe
  - ostra porfiria wątrobowa
    - porfiria ostra przerywana
    - dziedziczna koproporfiria
    - porfiria mieszana
    - niedobór syntazy protoporfirynogenu

  - przewlekła porfiria wątrobowa

## Objawy i przebieg
Porfirie wątrobowe dotykające głównie układu nerwowego powodują bóle brzucha, pocenie się, wymioty, bezsenność, ostrą neuropatię, ataki drgawek, zaburzenia psychiczne: halucynacje, depresję, rozdrażnienie i objawy paranoidalne.
Najczęściej jednak spotykanym objawem są objawy ostrego brzucha, dopiero podczas operacji okazać się może, że przyczyną tego stanu jest atak porfirii. Ponieważ niektóre leki do znieczulenia mogą nasilić atak porfirii, uwzględnienie tej choroby (jako przyczyny zespołu ostrego brzucha) jest tak istotne.
Produkty metabolizmu porfiryn są wydalane z moczem lub kałem, stąd przybiera on czerwoną barwę. Skóra "porfiryka" czerwienieje na słońcu. Inne objawy porfirii to: uczucie słabości kończyn, utrata czucia lub parestezje, czerwono-szare przebarwienia zębów (ze względu na odkładanie się uroporfiryny i moproporfiryny w kościach i zębach). W ostrym przebiegu choroby może dochodzić do oparzeń skóry, a w formie przewlekłej do wypadania lub (rzadziej) nadmiernego wzrostu włosów. Porfiria w sporadycznych przypadkach może doprowadzić nawet do zgonu.

## Rozpoznanie
Pomiar stężenia porfiryn i ich prekursorów w moczu i we krwi, a także w analizie DNA (w przypadku porfirii wrodzonej). W pierwszym rzędzie oznacza się stężenie porfobilinogenu w moczu, jednej z pierwszych substancji na szlaku syntezy porfiryn. Gdy maleje produkcja, wzrasta stężenie prekursora. W przypadku ołowicy, rtęcicy, zatrucia arszenikiem powodujących porfirię oznacza się stężenie porfiryn. Porfiria jest rzadką chorobą i zwykłe szpitale nie mają warunków do przeprowadzania badań. Przesyłają one próbki krwi, kału i/ lub moczu do laboratoriów referencyjnych. Próbki należy pobrać w czasie ataku choroby, gdyż inaczej wyniki mogą być fałszywie negatywne.

## Leczenie
Porfiria wrodzona jest nieuleczalna. Dużą ulgę u chorych na porfirię skórną przynosi zmiana trybu życia, polegająca głównie na unikaniu mocnego światła, i abstynencja od alkoholu. W doraźnym leczeniu farmakologicznym stosuje się środki hamujące syntezę porfiryny: hematynę lub argininian hemu oraz glukozę.
Osoby chorujące na tę chorobę nie powinny również przyjmować leków porfinogennych, czyli: aminoglutetymidu, karbamazepiny, klemastyny, ko-trimoksazolu, dapsonu, dimenhydrynatu, pochodnych sporyszu, etamsylatu, etomidatu, ketokonazolu, mesuksymidu, metysergidu, orfenadryny, fenytoiny, progesteronu, doustnych środków antykoncepcyjnych, pirazolonów, tolbutamidu, barbituranów, chloramfenikolu, klonidyny, danazolu, dihydralazyny, metamizolu, erytromycyny, etosuksymidu, gryzeofulwiny, meprobamatu, metyldopy, kwasu nalidyksowego, okskarbazepiny, fenylbutazonu, prymidonu i pirazynamidu.

## Porfiria a wampiryzm
Porfirie wrodzone, związane z genetycznym niedoborem enzymów biorących udział w syntezie hemu, powodują patologiczne nagromadzenie porfiryn we krwi i tkankach. Nadmiar porfiryn wywołuje rozmaite objawy chorobowe, np. zaniki naskórka wskutek nadmiernej ekspozycji na światło słoneczne, czerwonawe zabarwienie zębów i paznokci, martwicę tkanki łącznej, w tym obkurczanie dziąseł, co się wiąże z obnażeniem szyjek zębów, czasem wyjątkowo szybko rosnące i obfite owłosienie, anemię, a także alergię na allicynę, związek występujący w czosnku.
Symptomy choroby skłoniły niektórych naukowców, w tym biochemika Davida Dolphina do wysunięcia w r. 1985 hipotezy na temat źródeł opowieści o wampirach. David Dolphin powiązał legendarnego Drakulę z chorymi na porfirię. Teza o chorobie postaci historycznej (Wład Palownik), od której wywodzi się legenda o wampirze Drakuli, nie została jednak dotąd udokumentowana. Wrodzona porfiria erytropoetyczna, na której opisie głównie opierał się Dolphin, występuje bardzo rzadko, stąd pojawiają się wątpliwości, czy na jej podstawie mogła powstać tak powszechnie występująca legenda.
Jednym z najbardziej znanych porfiryków był król Ludwik II Bawarski, który cierpiał na paranoję, bezsenność, światłowstręt (przed śmiercią nie opuszczał zamku) oraz depresję.
Innymi sławnymi postaciami historycznymi, u których podejrzewa się porfirię, są: król Anglii Jerzy III oraz Vincent van Gogh.

## Klasyfikacja ICD10
| kod ICD10     | nazwa choroby                             |
| ------------- | ----------------------------------------- |
| ICD-10: E80   | Zaburzenia przemian porfiryn i bilirubiny |
| ICD-10: E80.0 | Porfiria erytropoetyczna dziedziczna      |
| ICD-10: E80.1 | Porfiria skórna, późna                    |
| ICD-10: E80.2 | Porfirie inne                             |